# Касарезе (Пистоја)
Касарезе је насеље у Италији у округу Пистоја, региону Тоскана.
Према процени из 2011. у насељу је живело 138 становника. Насеље се налази на надморској висини од 856 м.